# اوورس (دهانه)
اوورس یک دهانه برخوردی در ماه است.

## دهانه‌های اقماری
این دهانه ۱ دهانه اقماری دارد.
| Auwers | عرض جغرافیایی | طول جغرافیایی | قطر         |
| ------ | ------------- | ------------- | ----------- |
| A      | ۱۳٫۸° N       | ۱۸٫۳° E       | ۸٫۰ کیلومتر |